# Réponses Photo
 (juillet 2019).
Si vous disposez d'ouvrages ou d'articles de référence ou si vous connaissez des sites web de qualité traitant du thème abordé ici, merci de compléter l'article en donnant les références utiles à sa vérifiabilité et en les liant à la section « Notes et références ».
Pour les articles homonymes, voir Photo (homonymie).
Réponses Photo est un magazine français mensuel traitant de la photographie amateur et professionnelle.
Le magazine est dirigé par Thibaut Godet avec une équipe rédactionnelle de huit personnes ainsi que de nombreux collaborateurs réguliers.
Chaque numéro sort entre le 10 et le 15 du mois, daté du mois suivant.

## Historique
Créé en 1992 par Philippe Durand et Vincent Cousin, et édité par Reworld Media (anciennement Mondadori France et Emap France), il est initialement inspiré des magazines britanniques Photo Answers et Practical Photography (deux titres appartenant à Emap Plc).
En 1994, le magazine évolue sous la direction des rédacteurs en chef Sylvie Hugues et Jean-Christophe Béchet vers une formule adaptée aux attentes des photographes français. 
Il est élu meilleur magazine de Passions de l'année à deux reprises, en 2008 et 2010. Réponses Photo décroche une troisième fois ce titre en 2023.  
En 2015, Jean-Christophe Béchet et Sylvie Hugues sont remplacés par Yann Garret. En 2022, Thibaut Godet devient rédacteur en chef.

## Contenu
Le magazine Réponses Photo couvre avant tout la technique photographique, avec l'actualité du matériel photo, des tests de matériel en laboratoire et sur le terrain, ainsi que des articles pratiques. Il laisse aussi une place importante au côté artistique de la photographie en invitant et interviewant très fréquemment des photographes, du plus célèbre à l'amateur qui a une approche intéressante. Il essaye de mettre en rapport la démarche d'un photographe avec ses choix techniques et artistiques. Ainsi, il est fréquent de voir un photographe commenter sa planche-contact. Il publie dans chaque numéro de nombreuses photographies de lecteurs et organise régulièrement des concours.

## Structure
Le magazine Réponses photo est structuré en cinq grandes parties.

### Actualités
Tous les mois, Réponses Photo couvre toute l'actualité du matériel photo (sorties de nouveaux appareils, objectifs, logiciels, accessoires photo), mais aussi des livres photo (monographies) et des expositions (festivals, foires à la photo, galeries).

### Concours
Réponses Photo organise des concours mensuels :
- un concours permanent à thème libre ;
- des concours thématiques où il est possible de gagner du matériel photo, des stages photo aux Rencontres d'Arles, la possibilité d'être exposé dans des festivals.

### Pratique
Réponses Photo propose des articles qui expliquent des techniques de prises de vue, de labo numérique (calibrage, impression, pas à pas sur Photoshop). Cette partie du magazine est complétée par des témoignages de photographes professionnels qui reviennent sur leur pratique. Tous les mois, la rédaction analyse des photos de lecteurs et exprime un avis critique favorable ou défavorable (rubrique « d'accord/pas d'accord ») dans le but de les faire progresser.

### Portfolios
Chaque mois, Réponses Photo met en valeur les images des grands photographes au travers de portfolios mais aussi des photographes moins connus (y compris amateurs) dans la rubrique « Nouveau regard ».

### Matériel
C'est la partie consacrée aux tests, dossiers et comparatifs sur le matériel photo : reflex, objectifs, compacts, logiciels et chaque mois, dans la « sélection numérique », la rédaction choisit des accessoires utiles pour le photographe.

## Numéros spéciaux réguliers
Réponses Photo publie deux numéros par an consacrés au noir et blanc (mars et novembre en général), un numéro guide d'achat vendu deux mois en novembre et décembre. Analyses, tests, comparatifs, ce numéro de 280 pages fait le point sur tout le matériel de prise de vue. Jusqu'en 2009, Réponses Photo publiait, en juillet, un numéro spécial consacré à la photo de nu.

## Numéros hors-série
Depuis 2004, Réponses Photo édite des numéros hors-série au rythme d'environ deux par an, généralement fin mai et fin octobre. Ils sont axés sur la photographie contemporaine, en donnant en priorité la parole aux photographes et, tous les deux ans, au moment du Mois de la Photo, il tente de donner des éléments de réponse à la question « Où va la photo ? ».
Après des années de pause, Réponses Photo a relancé grâce à un financement participatif un numéro hors-série "Un regard sur la planète" fin 2023. Ce magazine de 196p aborde pour la première fois dans l'histoire du titre la thématique des défis environnementaux en lien avec la photographie.